# Robert Hodgson
Pour les articles homonymes, voir Hodgson.
Ne doit pas être confondu avec Robert Hodgson (prêtre).
Robert Hodgson, homme politique canadien, servit comme Lieutenant-gouverneur de la province de l'Île-du-Prince-Édouard entre 1873 et 1879.